# Reugny (Indre e Loira)
Reugny è un comune francese di 1 610 abitanti situato nel dipartimento dell'Indre e Loira nella regione del Centro-Valle della Loira.

## Società

### Evoluzione demografica
Abitanti censiti